# Cardioidea
Cardioidea (лат.) — надсемейство двустворчатых моллюсков (Bivalvia) подкласса Heterodonta. 
Включает одно современное и одно вымершее семейство. Морские и солоноватоводные моллюски. Распространены по всему миру. Большинство видов обитает в мелководных районах моря и живут на песчаных, мелкопесчаных или илистых грунтах. Несколько видов из родов Corculum и Tridacna имеют эндосимбиотических динофлагеллят.

## Классификация
На декабрь 2023 в надсемейство включают два семейства:
- Cardiidae Lamarck, 1809
- † Pterocardiidae Scarlato & Starobogatov, 1979